# Cyathidium pourtalesi
Cyathidium pourtalesi is een zeelelie uit de familie Holopodidae.
De wetenschappelijke naam van de soort werd in 1999 gepubliceerd door Améziane, Bourseau, Heinzeller & Roux.